# Can Crevillet
Can Crevillet és una casa del municipi de Centelles (Osona) inclosa en l'Inventari del Patrimoni Arquitectònic de Catalunya. Està situada al carrer del Serrat número 20. El seu interès rau en el portal d'aquesta i una petita finestra ubica sobre el portal.

## Descripció
Portal rectangular fet de pedra treballada i acabat en arc rebaixat en forma de petites dovelles (fa 1,85 m d'alçada per 1 m d'amplada).
Just per sobre el portal trobem una finestra de petites dimensions, també treballada en pedra i de la que es destaca el fet de tenir ampit.

## Història
La ciutat de Centelles tingué un fort desenvolupament els segles xvi i xvii. L'actual casa Can Crivillet és molt més tardana, de finals del segle xviii i està al carrer del Serrat que, sens dubte, se sumaria a l'expansió urbanística juntament amb altres carrers com el de Sant Martí, a la que ja s'havia iniciat segles enrere amb construccions al carrer Socós o a la Placeta Vella dels Màrtirs.